# ناحية تيكمه داش

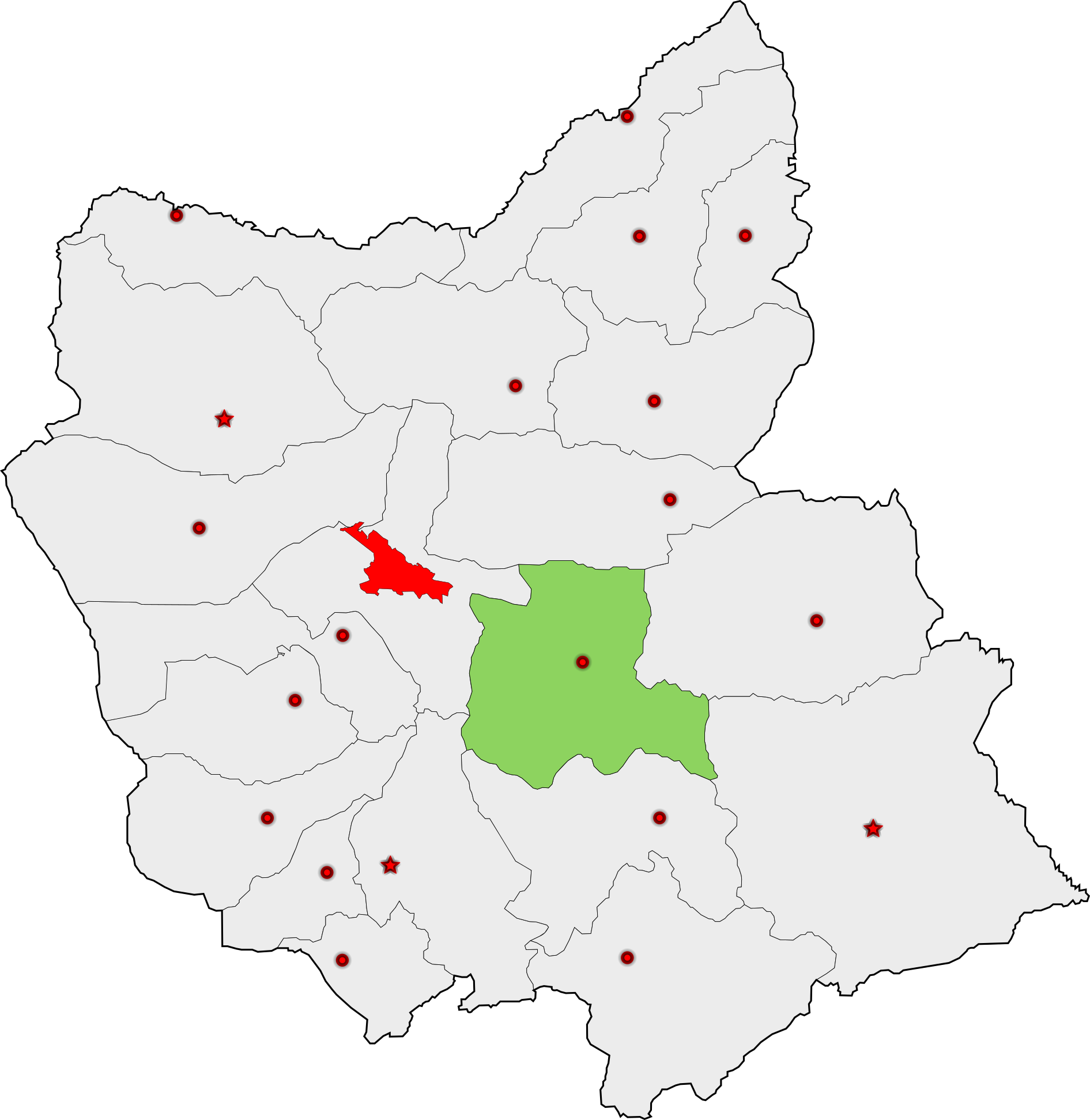

ناحية تيكمه داش (بالفارسية: بخش تیکمه‌داش) هي ناحية في مقاطعة بستان أباد، محافظة أذربيجان الشرقية، إيران. حسب إحصاء 2016، بلغ عدد سكان الناحية 22545 فردا في 6782 عائلة. بالناحية مدينة واحدة هي تيكمه داش، وبها 4 مناطق ريفية هي قسم عباس الغربي الريفي، وقسم عباس الشرقي الريفي، وقسم سهند أباد الريفي، وقسم أوجان الشرقي الريفي.